# セブンbyセブン
セブンbyセブン（セブンバイセブン）は玉城泰拙と宮平享奈緒からなるお笑いコンビ。吉本興業東京本社（東京吉本）所属。NSC東京校8期生。

## 概要
- 同じ那覇市立那覇中学校の出身。玉城は水泳部、宮平はサッカー部。
- コンビ名の由来は、二人が生まれた1977年の「77」からとったもの。
- ともに東京NSC8期生。同期にキャベツ確認中、パリパリポリパリ、グレートホーン（解散）、若月（解散）、こりゃめでてーな、ジョイマン、長崎亭キヨちゃんぽん、スリムクラブらがいる。
- パンクブーブー率いる地味な若手芸人のグループ・「華無会」の一員である。
- 玉城は吉本興業所属のアニメキャラ芸人たちによるコメディーショー「劇団アニメ座」のメンバーである[2]。
- 玉城は伊藤こう大（こりゃめでてーな）、イチキップリンを加えた3人ユニット「ものまね三銃士」としても活動している[3]。
- 2014年に、引退した「少年少女」の阿部が「10年間の芸能界で一番楽しかったライブ」として、セブンbyセブンの単独ライブ「くやしくてクワマン」を挙げた。

## エピソード
- 2022年、玉城は第1回「お笑いゲームネタNo.1決定戦 ゲームネタグランプリ」に3人ユニット「ものまね三銃士」で出場して、優勝を果たした[4]。

## メンバー
- 玉城 泰拙（たまき だいせつ、1977年12月22日[1] - ）

ボケ担当。立ち位置は左。
沖縄県那覇市出身、私立興南高等学校卒業、東京工芸大学中退。身長170cm、体重108kg、血液型O型。
サングラスをかけて、桑野信義のモノマネをする。
その他のモノマネレパートリーには、BEGINの比嘉栄昇、東池袋大勝軒創業者の山岸一雄、すしざんまい社長の木村清、SLAM DUNKの安西先生などがある。
ハローケイスケと同居中である。また以前はハイキングウオーキングの2人も一緒に住んでいた。
中学時代のあだ名はジュゴンであった。
- 宮平 享奈緒（みやひら きょうなお、1977年5月27日[1] - ）

ツッコミ担当。立ち位置は右。
沖縄県那覇市出身、沖縄県立小禄高等学校卒業。身長170cm、体重59kg、血液型O型。
ハリセンを首の後ろで広げて「天草四郎!」と叫ぶ一発芸を持っている。
顔が俳優の北村一輝に似ている。
サッカー部の経験を活かして、吉本若手フットサルチーム「鴉」で活躍している。

## 出演

### テレビ
- ワイ!ワイ!ワイ!（ヨシモトファンダンゴTV、2003年10月 - 2005年11月）水曜日アシスタントなど
- やりすぎコージー（テレビ東京）ゴシップハンター、芸人300人が選ぶ今おもしろいネタTOP50!「CD芸人」
- アドレな!ガレッジ（テレビ朝日、2008年11月26日）玉城のみ
- 松本見聞録（TBS、2008年12月14日）玉城のみ、「ギャグ数珠つなぎ」
- オールザッツ漫才（毎日放送、2009年12月30日）
- あらびき団（TBSテレビ、2010年1月13日）ガレッジセール、スリムクラブと共にユニット「Sa:Japan」として。
- オンバト+（NHK総合） 戦績0勝1敗 最高157KB
- カスペ!・アニメアカデミー～1億3千万人が選ぶ不朽の名作～（フジテレビ、2013年7月30日）玉城のみ「劇団アニメ座」として出演
- アグレッシブですけど、何か?（広島ホームテレビ、2013年10月3日）玉城のみ
- ニッポン元気計画! 眠れるスター目覚ましバラエティ“ハックツベリー”（テレビ東京、2015年3月21日）玉城のみ「劇団アニメ座」として出演

### ネット番組
- 溜池Now（GyaO）玉城のみ、「ギザ細かすぎて伝わらない アニメものまね選手権」
- ハイキングウォーキングの芸人★チェキ!（GyaOジョッキー、2009年8月12日）ゲスト
- 劇団アニメ座ニコニコ生放送!（2013年3月18日、2013年7月18日、2013年9月19日）玉城のみ
- ファミ通・電撃ゲームアワード
  - お笑いゲームネタNo.1決定戦 ゲームネタグランプリ（2022年3月12日）優勝 ※玉城のみ (こりゃめでてーな伊藤、イチキップリンとのユニット「ものまね三銃士」として)[4]
  - お笑いゲームネタNo.1決定戦 ゲームネタグランプリ 第2回（2023年3月18日）準優勝 ※玉城のみ (こりゃめでてーな伊藤、イチキップリンとのユニット「ものまね三銃士」として)
    - ものまね三銃士生出演！ 「ゲームネタグランプリ 第2回」告知配信（2023年2月28日） ※玉城のみ (こりゃめでてーな伊藤、イチキップリンとのユニット「ものまね三銃士」として)

## ライブ
- 5じ6じ（ルミネtheよしもと）ゴングショー組
- 明治安田生命保険相互会社爆笑ライブ（2010年10月30日）東京都足立区千住1－4－1天空の間
- 劇団アニメ座 （2010年11月15日 - ）※玉城のみレギュラーメンバー、ほぼ毎回出演

- 天津向プロデュース「アニ×ワラ」（2014年1月18日 - ）※玉城のみレギュラーメンバー、ほぼ毎回出演